# Schreckhorn
El Schreckhorn (literalmente Pico o Cuerno del miedo) es una cima de 4.078 m s. n. m., considerada por los especialistas como una de las más difíciles de los Alpes berneses aunque no sea la más alta. El Schreckhorn es también la montaña más alta enteramente dentro del cantón de Berna. 

## Historia
Su cumbre fue conquistada por primera vez en 1861 por Peter Michel, Leslie Stephen, Ulrich Kaufmann y Chr. Michel. 
La vía normal de salida parte del refugio Schreckhornhütte (2524 m), para alcanzar la cresta suroeste de la montaña.
El Schreckhorn había sido evocado por Friedrich Schiller en Guillermo Tell (verso 628), así como en una carta de Heinrich von Kleist a su hermana.

## Vía de ascenso
El punto de partida de la vía normal es el refugio del Screckhorn (2529 m), al cual se llega desde Grindelwald (1034 m).

## Clasificación SOIUSA
Según la clasificación SOIUSA, el Hinter Fiescherhorn pertenece:
- Gran parte: Alpes occidentales
- Gran sector: Alpes del noroeste
- Sección: Alpes berneses
- Subsección: Alpes berneses iss
- Supergrupo: Cadena Schreckhorn-Wetterhorn

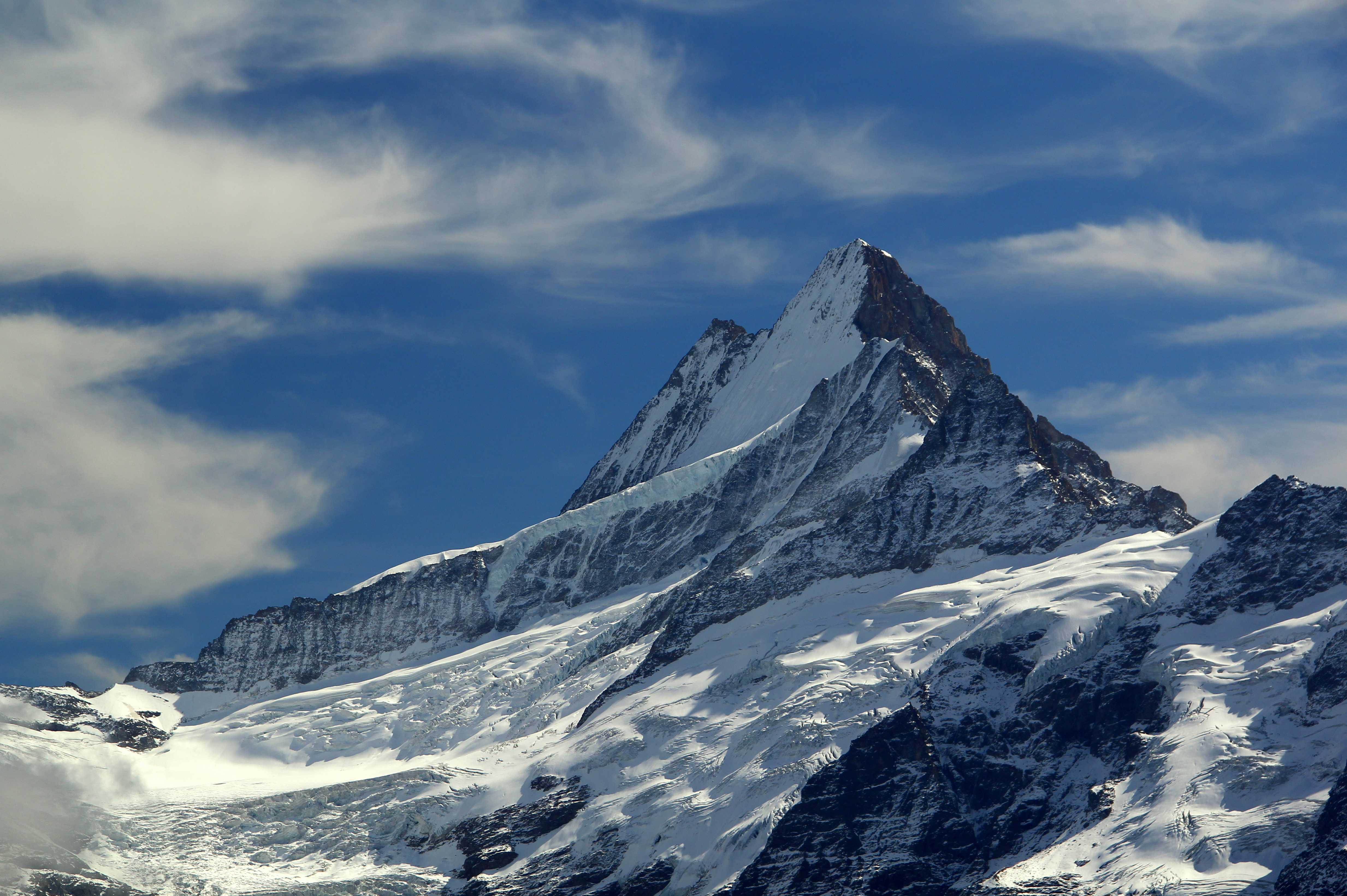
Cima del Schreckhorn

- Grupo: Grupo del Schreckhorn
- Cima del SchreckhornCódigo: I/B-12.II-C.6